# Damienice
Damienice – wieś w Polsce położona w województwie małopolskim, w powiecie bocheńskim, w gminie Bochnia. Damienice leżą na Podgórzu Bocheńskim, na lewym brzegu Raby, a od północy graniczą z Puszczą Niepołomicką.
| SIMC    | Nazwa      | Rodzaj    |
| ------- | ---------- | --------- |
| 0812117 | Błonie     | część wsi |
| 0812123 | Kleparz    | część wsi |
| 0812130 | Podlesie   | część wsi |
| 0812146 | Podrabie   | część wsi |
| 0812152 | Podrogowie | część wsi |
| 0812169 | Uście      | część wsi |

W latach 1975–1998 miejscowość administracyjnie należała do województwa tarnowskiego.